# Język nisga'a
Język nisga’a – silnie zagrożony wymarciem język Indian nisga’a z rodziny tsimshian, najbardziej spokrewniony z językiem gitxsan. Jest używany w północno-zachodniej części Kolumbii Brytyjskiej w Kanadzie. W 2011 roku językiem posługiwało się 610 osób.